# A Little Journey
A Little Journey is een Amerikaanse filmkomedie uit 1927 onder regie van Robert Z. Leonard. De film is wellicht zoekgeraakt.

## Verhaal
Een meisje is per trein op weg naar haar vriend. In de trein ontmoet ze een andere jongeman. Ze worden verliefd op elkaar.

## Rolverdeling
| Acteur           | Personage        |
| ---------------- | ---------------- |
| Claire Windsor   | Julia Rutherford |
| William Haines   | George Manning   |
| Harry Carey      | Alexander Smith  |
| Claire McDowell  | Tante Louise     |
| Lawford Davidson | Alfred Demis     |